# Rosarinho
O Rosarinho é um bairro da zona norte da cidade do Recife. 
Integra a RPA 2, microrrfegião 2.1. Faz limite com os bairros do Arruda, Ponto de Parada, Encruzilhada, Aflitos, Graças e Tamarineira.

## História
O bairro teve origem em um sítio que, em 1850, teve sua área dividida. Pertencia originalmente a Francisca Acioly Lins. No sítio havia uma capela dedicada a Nossa Senhora do Rosário, chamada Capela do Rosarinho, em torno da qual cresceu a povoação.

## Demografia
- Área territorial: 25 ha.
- População: 4.077 habitantes [nota 1]
  - Masculina: 1.817
  - Feminina:  2.260
- Densidade demográfica: 160,87 hab./ha.[1]

## Educação
No Rosarinho encontram-se as seguintes instituições educacionais: 
Estadual
- Escola Regueira Costa

Particular
- Colégio Fazer Crescer
- Colégio Educacional Trajano
- Escola Baby Home
- Escola Internacional Aba
- Escola Waldorf Recife
- Uniasselvi - Campus Recife[5]

## Carnaval
O Rosarinho abriga os blocos carnavalescos:
- Inocentes do Rosarinho
- Madeira do Rosarinho.[6]